# يائير دلال
يائير دلال (بالعبرية: יאיר דלאל‏) موسيقي إسرائيلي من مواليد 1955م من أسرة يهودية عراقية بغدادية من أهم الآلات الموسيقية التي برع بها آلتي العود والكمان يبدو التأثر بالموسيقى العربية والعراقية واليهودية العربية واضحاً في أسلوبه. يائير ناشط سلام ويدعو إلى تفاهم أكبر بين العرب واليهود من أجل حل النزاع.

## وصلات خارجية
- يائير دلال على موقع ميوزك برينز (الإنجليزية)
- يائير دلال على موقع أول ميوزيك (الإنجليزية)
- يائير دلال على موقع ديسكوغز (الإنجليزية)
- الموقع الرسمي ليائير دلال

استطاع في أحد حفلاته ان يجمع أطفال العرب واطفال إسرائيل وينشدو للسلام لانه كان يعتقد أن بإمكان الموسيقى ان تلغي الحدود وتبدد الموانع لذلك كانت الموسيقى هيه لغته التي اراد من خلالها ان يخاطب فيها قلوب البشر وضمائرهم